# Мэргэрит-Никулеску, Элена
Элена Мэргэрит (рум. Elena Mărgărit, р. 25 октября 1936) — румынская гимнастка, призёр Олимпийских игр. В результате замужеств носила также фамилии Никулеску (рум. Niculescu), Доброволски (рум. Dobrovolschi), Фодор (рум. Fodor).
Родилась в 1936 году в Тимишоаре. В 1956 году она в составе команды стала обладательницей бронзовой медали Олимпийских игр в Мельбурне. В 1958 году в составе команды стала обладательницей бронзовой медали чемпионата мира. В 1960 году на Олимпийских играх в Риме стала обладательницей бронзовой медали в составе команды.